# 中亚婆罗门参
中亚婆罗门参（学名：Tragopogon kasahstanicus）为菊科婆罗门参属下的一个种。